# Gouffre des Busserailles
Le Gouffre des Busserailles est un géosite sur la commune de Valtournenche, en Vallée d'Aoste. Il se situe au lieu-dit Les Busserailles (alt. 1742 m), près du village de Singlin, à 3 kilomètres de Pâquier, chef-lieu de Valtournenche.

## Description
Le torrent Marmore traverse le gouffre dans toute sa longueur. Trois marmites de géant se situent près de l'entrée.
La structure du gouffre des Busserailles ressemble à celle d'autres grottes valdôtaines, comme le gouffre de Guillemore à Fontainemore, le gouffre de Ratus à Pontboset, les gouilles du Pourtset à Champorcher et les trois gouilles de Hône.
Du point de vue géologique, ce gouffre présente les caractéristiques typiques des roches de l'unité géologique du type Zermatt-Saas, répandue entre le mont Rose et les Grandes Murailles.

## Histoire
Le gouffre des Busserailles est exploré pour la première fois le 19 novembre 1865 par les guides alpins valtournains Jean-Antoine Carrel, Victor-Joconde Maquignaz et Alexandre Pellissier, qui l'ont ensuite aménagé afin de l'ouvrir aux visiteurs. Le guide Jean-Joseph Maquignaz descend dans le gouffre le 24 novembre. La famille Maquignaz gère encore aujourd'hui le maintien du gouffre.
L'alpiniste Edward Whymper, après avoir visité le gouffre, écrit :

« Je ne saurais donner au lecteur une idée exacte de cette étonnante curiosité de la nature, sans le secours d'un plan et d'une ou deux coupes. … L'abîme ou le gouffre a environ 96 mètres de longueur et 33 mètres à peu près de hauteur, entre le bord supérieur des parois et la surface de l'eau. On ne peut d'aucun point en saisir d'un seul coup d'œil la longueur ni la profondeur totale, la vue est limitée par la sinuosité des parois, bien que, à de certaines places, la largeur atteigne ou dépasse 4 mètres 50 centimètres. Ces parois offrent partout une surface brillante et polie comme du verre. Par endroits, le torrent, minant le roc en dessous, a formé des ponts naturels. … Il faut de la lumière pour visiter cette caverne, et on ne peut s'y parler que par signes à cause du bruit assourdissant de l'eau. »

## Galerie d'images

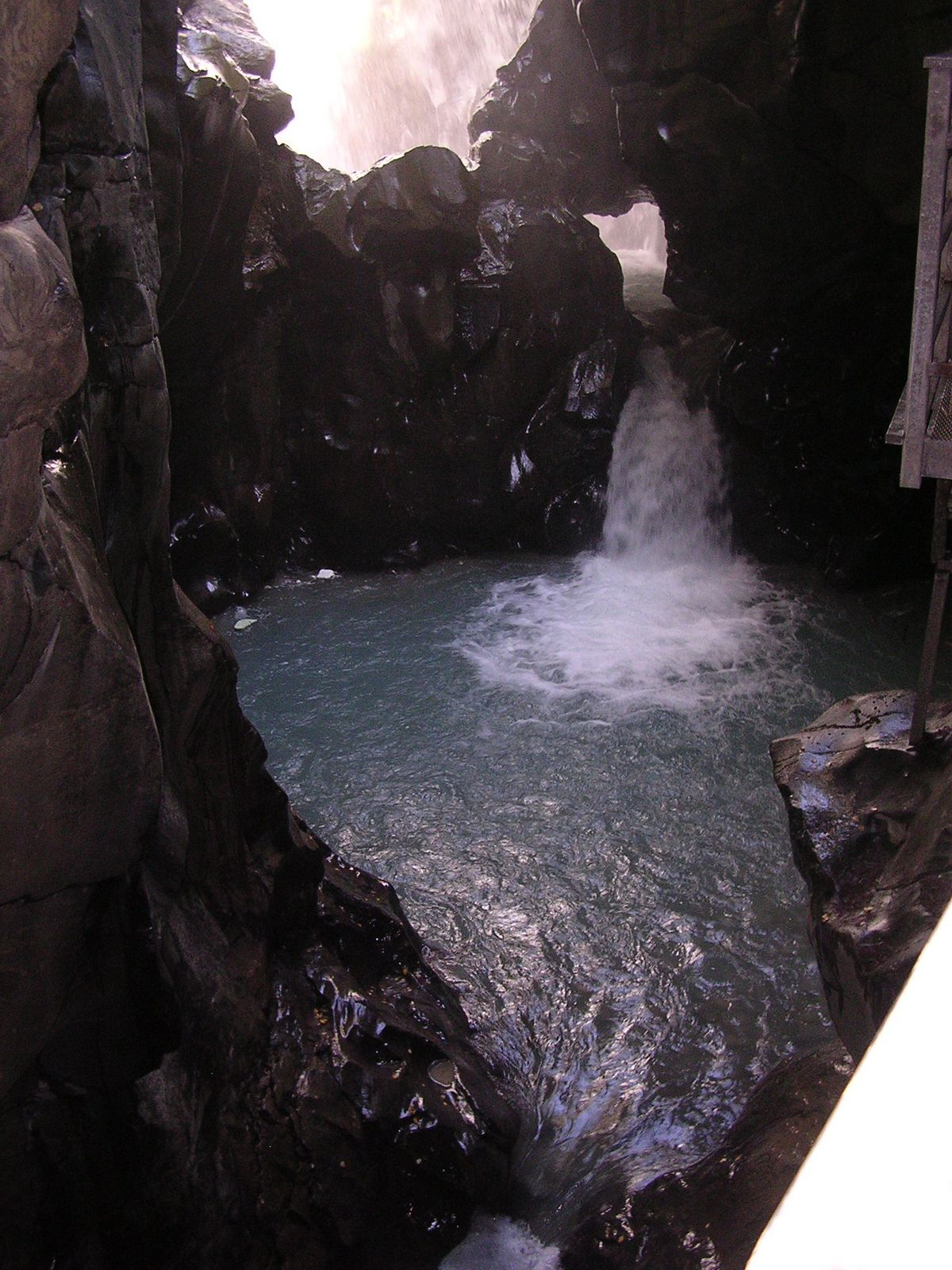
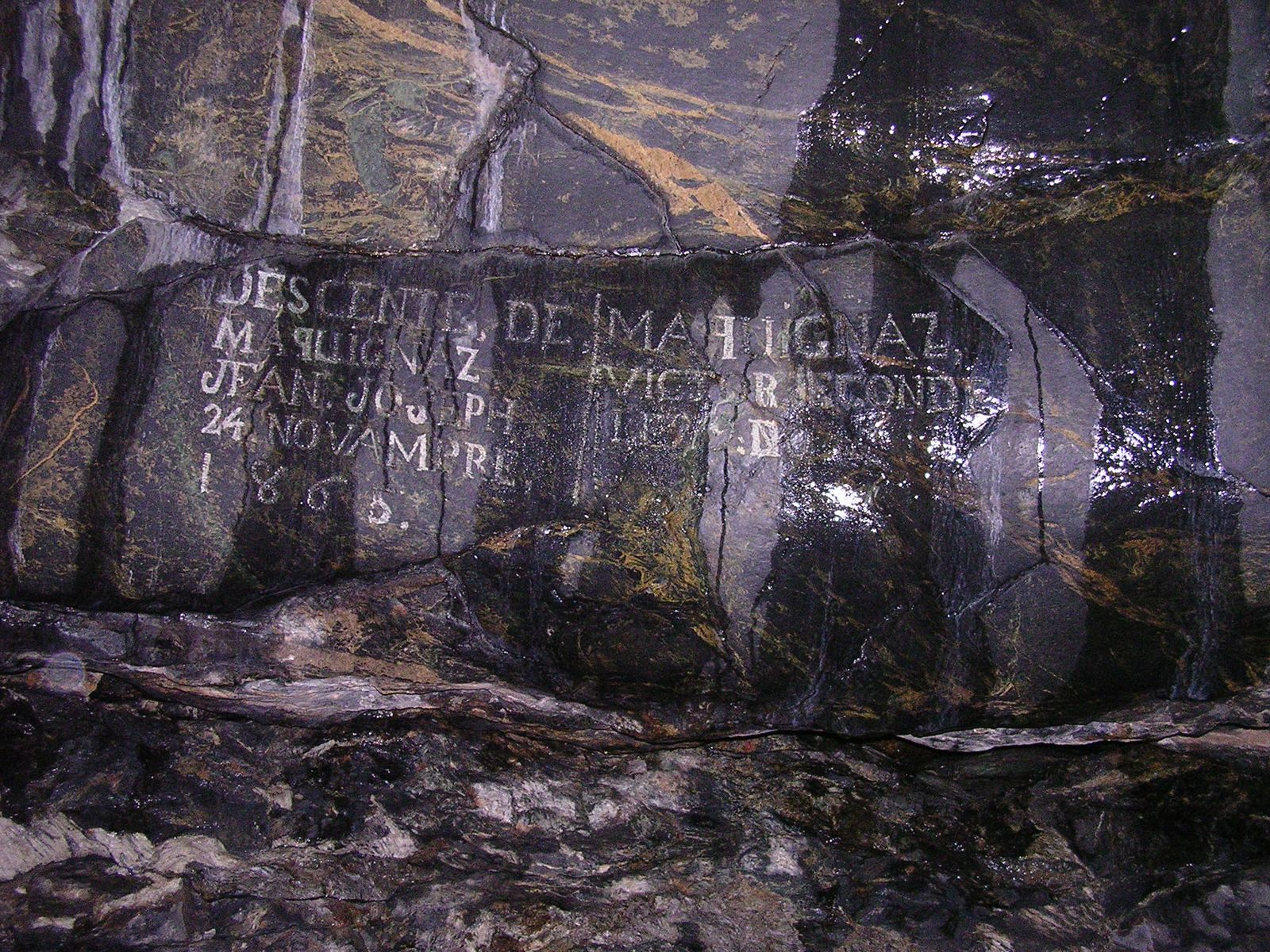
Une incision laissé par les frères Victor-Joconde et Jean-Joseph Maquignaz, parmi les premiers explorateurs du gouffre, le 24 novembre 1865.
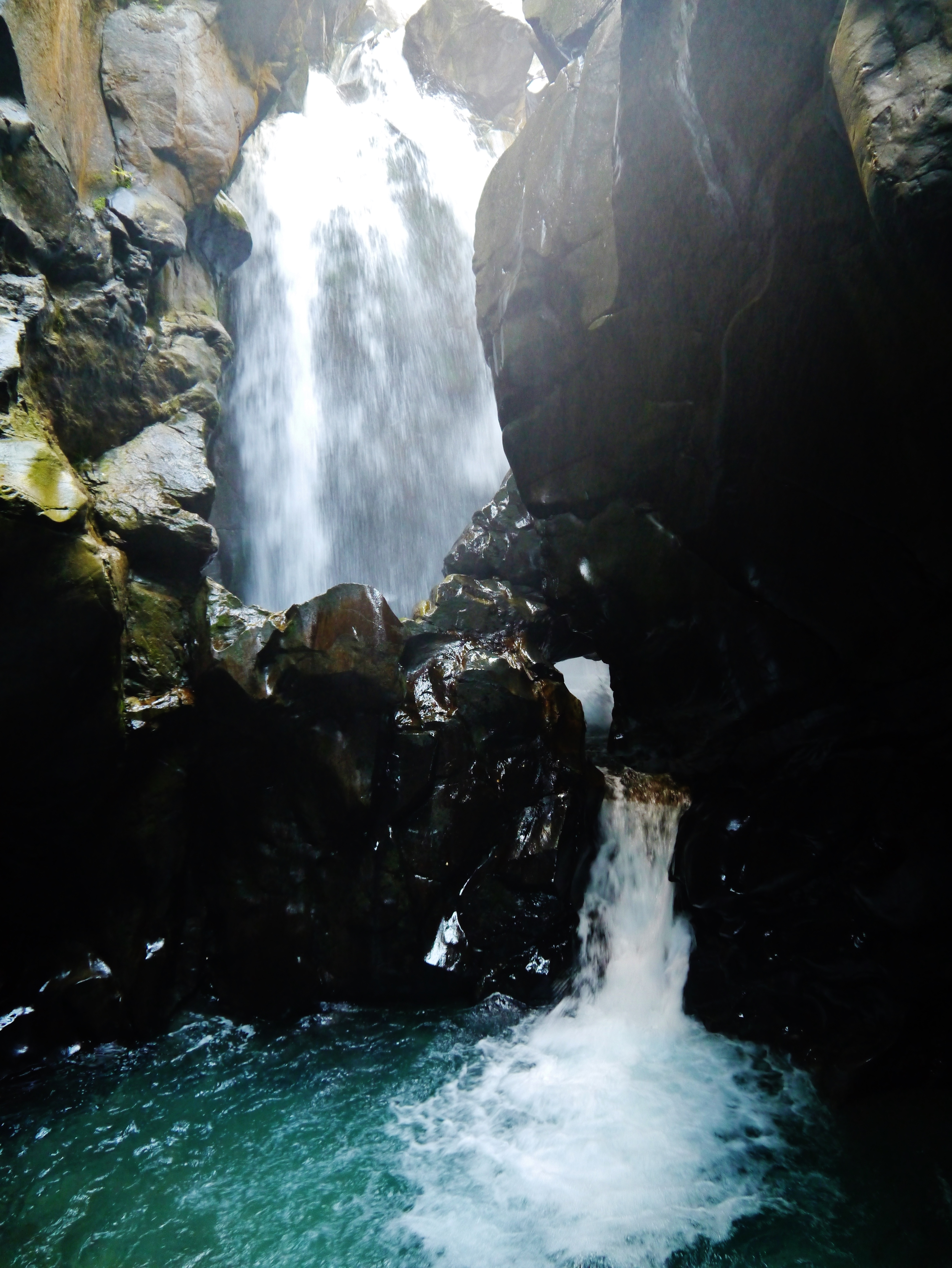
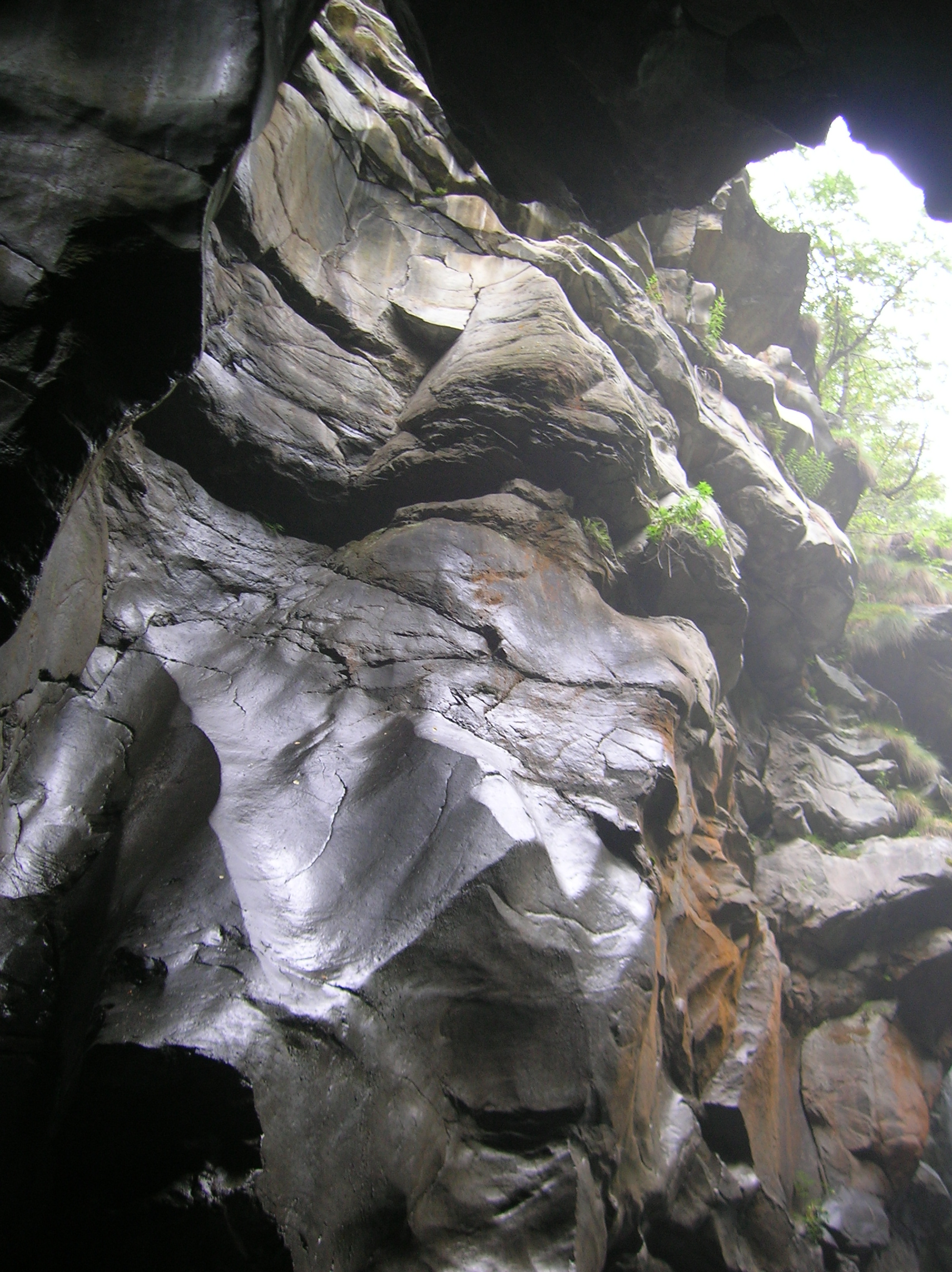